# Кърсарджа
Кърсарджа (на гръцки: Μεσσούνη, Месуни) е село в Гърция, разположено на територията на дем Гюмюрджина (Комотини), област Източна Македония и Тракия.

## География
Селото е разположено на 6 километра източно от Гюмюрджина.

## История
В 19 век Кърсарджа е българско село в Гюмюрджинска каза на Османската империя.
| Църковно-училищни и революционни дейци | Църковно-училищни и революционни дейци |
| Име                                    | Бележки                                |
| -------------------------------------- | -------------------------------------- |
| 1. Топал Марко Делчев                  |                                        |
| 2. Атанас Делев                        |                                        |
| 3. Пантелей Иванов                     | кмет                                   |
| 4. Манол Янев Сурков Чорбаджията       |                                        |

Според статистиката на професор Любомир Милетич в 1912 година в селото живеят 35 български екзархийски семейства смесени с 35 семейства турци.